# 全国健康保険協会
全国健康保険協会（ぜんこくけんこうほけんきょうかい）は、被用者保険者のひとつで、健康保険法等に基づき2008年（平成20年）10月1日に設立された、厚生労働省所管の特別の法律により設立される民間法人（公法人）である。日本最大の保険者（医療保険引受人）である。略称協会けんぽ。 前身は社会保険庁が実施していた政府管掌健康保険（政管健保）。
民間企業は、所定の要件（健康保険#適用事業所を参照）に該当する場合、社会保険加入の義務が発生する。企業が健康保険組合を組織していない場合、保険の引受者は全国健康保険協会（愛称「協会けんぽ」）となり（第5条）、所定の要件を満たす当該企業の従業員（健康保険#被保険者）はその意思にかかわらず協会の実施する医療保険の被保険者とされる。従来、自前で健保組合を持てない中小企業の従業員やその家族を対象としていて、現在では加入する事業所の約8割が従業員10人未満の中小・零細企業であるが、近年は大企業であっても健保組合を持たない、あるいは健保組合を解散して協会けんぽに移行する例が増えている。
また船員保険についても協会が管掌している。なお、日雇特例被保険者については、協会のみがその保険の保険者となり、健康保険組合が保険者となることはない。被保険者証の保険者番号は8桁の番号からなり、管掌健康保険が01、日雇特例被保険者が03、日雇特例被保険者特別療養費受給者が04から始まる。

## 歴史
2008年9月30日までは同様の業務を政府管掌健康保険（政管健保）として国の直営（社会保険庁）で実施していた。2007年の厚生労働白書によれば、2006年3月時点で約3565万人が政管健保に加入していた。
一連の医療保険制度の改革や社会保険庁の諸問題発覚による廃止・解体から、2008年10月1日より政府管掌健康保険は厚生労働省を離れ、協会による全国健康保険協会管掌健康保険に移管された。協会は健康保険（政府管掌健康保険）事業を非公務員化し、自主自立運営かつ事業の合理化・効率化を目指すために設立された。それゆえ協会は全国単位の非公務員型の特殊法人とし、業務の合理化・効率化を推進する（第7条の3）。
| 保険者                                  | 加入者数  | 加入者数  | 加入者数  | 組合数   |
| 保険者                                  | 加入者計  | 本人      | 家族      | 組合数   |
| --------------------------------------- | --------- | --------- | --------- | -------- |
| 全国健康保険協会 (日雇特例被保険者以外) | 34877千人 | 19631千人 | 15246千人 | N/A      |
| 全国健康保険協会 (日雇特例被保険者)     | 18千人    | 12千人    | 6千人     | N/A      |
| 健康保険組合                            | 29504千人 | 15533千人 | 13951千人 | 1443組合 |

## 組織
| 被保険者数 | 事業所数         |
| ---------- | ---------------- |
| 1～4人     | 960,667 (59%)    |
| 5～9       | 305,934 (19%)    |
| 10～19     | 181,303 (11%)    |
| 20～29     | 63,801 (4%)      |
| 30～49     | 49,518 (3%)      |
| 50～99     | 37,050 (2%)      |
| 100～299   | 21,377 (1%)      |
| 300～499   | 3,304 (1%以下)   |
| 500～999   | 1,788 (1%以下)   |
| 1000人以上 | 718 (1%以下)     |
| 総計       | 1,625,460 (100%) |

協会は、健康保険の被保険者（健康保険組合の被保険者を除く）に係る健康保険事業及び船員保険事業を行い、被保険者及びその被扶養者（加入者）の健康増進を図るとともに、良質かつ効率的な医療が享受できるようにし、もって加入者及び事業主の利益の実現を図ることを目的とする（全国健康保険協会定款第2条）。

協会けんぽ・船員保険の事業に関する業務のうち、被保険者の資格の取得及び喪失の確認、標準報酬月額及び標準賞与額の決定並びに保険料の徴収（任意継続被保険者・疾病任意継続被保険者に係るものを除く）並びにこれらに附帯する業務は、厚生労働大臣が行う（これらは厚生年金と一体となっている業務のためであり、実際には日本年金機構に委任されている。第5条2項、船員保険法第4条2項）。協会は以下の業務を行う（これらは健康保険・船員保険独自の業務である。第7条の2、船員保険法第5条）。
1. 保険給付に関する業務
2. 保健事業及び福祉事業に関する業務
3. 1,2のほか、協会が管掌する健康保険・船員保険の事業に関する業務であって厚生労働大臣が行う業務以外のもの（被保険者証の発行業務、任意継続被保険者・疾病任意継続被保険者の保険料の徴収等）
4. 厚生労働大臣が保険給付（健康保険組合に係る場合を除く）に関して事業主・船舶所有者に対して行う命令・質問・検査等についての権限に係る事務（あらかじめ厚生労働大臣の認可が必要）に関する業務
5. 1～4の業務に付帯する業務
6. 前期高齢者納付金、後期高齢者支援金及び退職者給付拠出金並びに介護納付金の納付に関する事務
7. 健康保険事業・船員保険事業に関する広報の実施、保険料の納付の勧奨その他厚生労働大臣が行う保険料の徴収に係る業務に対する適切な協力

主たる事務所（本部）は東京都新宿区に置き（第7条の4、定款第3条）、都道府県ごとに従たる事務所（支部）がある（定款別表一）。協会の本部には、役員として理事長1人、理事6人以内、監事2人が置かれる（第7条の9、第7条の10）。理事長及び監事は、厚生労働大臣が任命するが、理事長の任命にあたってはあらかじめ運営委員会の意見を聴かなければならない。理事は理事長が任命する（第7条の11）。
運営委員会は、事業主及び被保険者の意見を反映させ、協会の業務の適正な運営を図るために、本部に設置される。運営委員会は、事業主3名、被保険者3名、学識経験者3名の計9名により構成し厚生労働大臣が任命する（第7条の18）。2019年（令和元年）現在の委員長は慶應義塾大学名誉教授の田中滋。
- 定款の変更、事業計画・予算・決算・重要な財産の処分・重大な債務の負担、協会の業務及び組織に関するの重要事項その他理事長が業務執行上必要と認めた事項については、理事長はあらかじめ運営委員会の議を経なければならない（第7条の19、定款第13条）。運営委員会は、理事長の諮問に応じ、又は必要と認める事項について、理事長に建議することができ、理事長は運営委員会の委員の3分の1以上の委員が審議すべき事項を示して運営委員会の開催を請求したときは、運営委員会を招集しなければならない（定款第21~22条）。

協会けんぽ事業
評議会は、都道府県ごとの実情に応じた業務の適正な運営に資するために、支部ごとに設置される。委員は12名以内とし、事業主、被保険者、学識経験者から支部長が各同数を委嘱し、当該支部の業務の実施について意見を聴く（第7条の21、定款第29条）。
船員保険事業
船員保険事業に関して船舶所有者及び被保険者の意見を聴き、当該事業の円滑な運営を図るため、協会に船員保険協議会を置く（船員保険法第6条1項）。協議会の委員は、12人以内で、船舶所有者、被保険者、学識経験者のうちから、厚生労働大臣が任命する（船員保険法第6条2項）。2019年（令和元年）7月就任の現委員長は早稲田大学法学学術院教授の菊池馨実。
理事長は、次に掲げる事項の立案をしようとするときは、運営委員会の議を経なければならず、さらにあらかじめ、船員保険協議会の意見を聴き、その意見を尊重しなければならない（船員保険法第7条1項、定款第45条）ほか、船員保険協議会は、船員保険事業に関し、理事長の諮問に応じ、又は必要と認める事項について、理事長に建議することができる（船員保険法第7条3項）。
1. 定款（船員保険事業に係る部分に限る。）の変更
2. 運営規則（船員保険事業に係る部分に限る。）の変更
3. 協会の毎事業年度の事業計画並びに予算及び決算（船員保険事業に係る部分に限る。）
4. 協会の重要な財産の処分又は重大な債務の負担（船員保険事業に係るものに限る。）
5. その他船員保険事業に関する重要事項として厚生労働省令で定めるもの

## 協会けんぽの運営
| 公費負担医療給付                      | 公費負担医療給付                  | 公費負担医療給付   | 3兆1222億円（007.3%）  |
| 後期高齢者医療給付                    | 後期高齢者医療給付                | 後期高齢者医療給付 | 15兆2868億円（035.3%） |
| 医療保険等給付 19兆3653億円 （45.1%） | 被用者保険 10兆2934億円 （24.0%） | 協会けんぽ         | 5兆7040億円（013.3%）  |
| 医療保険等給付 19兆3653億円 （45.1%） | 被用者保険 10兆2934億円 （24.0%） | 健康保険組合       | 3兆5259億円（008.2%）  |
| 医療保険等給付 19兆3653億円 （45.1%） | 被用者保険 10兆2934億円 （24.0%） | 船員保険           | 184億円（000.0%）      |
| 医療保険等給付 19兆3653億円 （45.1%） | 被用者保険 10兆2934億円 （24.0%） | 共済組合           | 1兆0450億円（002.4%）  |
| 医療保険等給付 19兆3653億円 （45.1%） | 国民健康保険                      | 国民健康保険       | 8兆7628億円（020.4%）  |
| 医療保険等給付 19兆3653億円 （45.1%） | その他労災など                    | その他労災など     | 3091億円（000.7%）     |
| 患者等負担                            | 患者等負担                        | 患者等負担         | 5兆1922億円（012.2%）  |
| 総額                                  | 総額                              | 総額               | 42兆9665億円（100.0%） |

保険料率
毎事業年度ごとに財政の均衡を保つことができるよう、支部被保険者を単位とした保険料率（都道府県単位保険料率）を協会が設定する（各支部が任意に設定するのではない）。各都道府県の個々の保険料率については外部リンク参照。
- 都道府県単位保険料率では、一般に年齢構成の高い県ほど医療費が高く保険料率が高くなり、また所得水準の低い県ほど同じ医療費でも保険料率が高くなることから、都道府県支部間で年齢調整・所得調整を行う。これにより、結果的には地域の医療格差のみが保険料率に反映されることとなる[注釈 4]。
- 保険料率の上下限は、健保組合と同様とし、3.0～13.0%とする（第160条1項）。
  - 2008年の発足当時は上下限を6.6～9.1%として、全国一律の保険料率として8.2%とされた。保険料率の上限は、2010年の法改正までは10.0%、2016年4月の法改正までは12.0%であった。
- 令和2年度より都道府県単位保険料率の算定において、健康づくりを促すためのインセンティブ制度が導入されることとなった（施行令第45条の2、施行規則第135条の5の2）。まずインセンティブ制度の財源となる保険料率として新たに全支部の都道府県単位保険料率に0.01%が上乗せされ、その上で特定健診・保健指導の実施率やジェネリック医薬品の使用割合などの評価指数に応じて全支部をランキングし、上位過半数に該当した支部については得点に応じた報奨金によって保険料率を引き下げる。
- 保険料率の変更については、協会が行おうとする場合はあらかじめ当該都道府県支部長の意見を聴いたうえで運営委員会の議を経なければならない。支部長は、意見を求められたときのほか、必要と認めるときは評議会の意見を聴いたうえで理事長に対し、意見の申出を行うものとする。厚生労働大臣は、事業の健全な運営に支障があると認めるときは、相当の期間を定めて協会に対し保険料率の変更の認可を申請すべきことを命ずることができ、申請がないときは社会保障審議会の議を経て当該都道府県単位の保険料率を変更することができる（第160条6～12項）。
- 介護保険第2号被保険者たる協会けんぽ被保険者については、一般保険料率に加え、介護保険料率（令和2年度は全国一律1.79%）が加算され、あわせて徴収される。
- 協会けんぽにおいて、保険料の徴収は厚生労働大臣が行うこととされているが、厚生労働大臣は、協会と協議を行い、効果的な保険料の徴収を行うために必要があると認めるときは、協会に保険料の滞納者に関する情報その他必要な情報を提供するとともに、当該滞納者に係る保険料の徴収を行わせることができるとされる（第181条の3）。これにより協会が徴収したときは、その徴収した額に相当する額については、政府から協会に対し、交付されたものとみなされる。

財政運営
協会は毎事業年度、予算及び事業計画を作成し、当該年度開始前に厚生労働大臣の認可を受けなければならない。また、毎事業年度、財務諸表を作成し、これに事業報告書、決算報告書を添え、監事及び会計監査人の意見を付けて、決算完結後2ヶ月以内に厚生労働大臣に提出し、その承認を受けなければならない。
- 2年ごとに（平成24年度までは毎事業年度ごとに）、翌事業年度以降5年間の協会が管掌する健康保険事業の収支の見通しを作成し、公表するものとする。
- 当該事業年度及びその直前の2事業年度内において行った保険給付に要した費用の額の1事業年度あたりの平均額の12分の1に相当する額を、剰余金のうちから準備金として積立てなければならない（施行令第46条）。
  - 平成25、26年度については、準備金の積み立ては要しないこととされた（附則第8条の5）。
- 協会の業務上の余裕金の運用は、政令で定めるところにより、事業の目的及び資金の性質に応じ、安全かつ効率的にしなければならない、とされ（第7条の33）、実際には信託業務を行う金融機関に運用を委託している。
- 借入金は大臣認可にする等の規制を行うとともに、借入金には政府保証を付すことができるものとする。
- 国庫は、毎年度、予算の範囲内において、健康保険事業の事務の執行に要する費用を負担するとされ（第151条）、協会の事務費は全額が国庫負担である。また、国庫は、予算の範囲内において、後期高齢者医療制度で定める特例健康審査及び特定保健指導の実施に要する費用の一部を補助することができる（第154条の2）。
- 国庫は、協会に対して、主な保険給付費の13%～20%を補助するとされ（第153条1項）、当面の間補助率は16.4%とされる（附則第5条）[注釈 5]。また協会が拠出すべき介護納付金についても同様に16.4%を補助する[6]。なお法改正により、後期高齢者支援金の納付に要する費用の額の国庫補助は平成29年4月からは行われなくなった。
  - 平成27年度以降の協会の国庫補助額について、協会の準備金が法定準備金を超えて積み立てられる場合においては、一の事業年度において当該積み立てられた準備金の額の16.4%を、当該一の事業年度の翌事業年度の国庫補助額から控除される（附則第5条の4~第5条の6）。
  - 政府は、協会の一般保険料率を引き上げる必要があると見込まれる場合において、協会の国庫補助に係る規定について検討を加え、必要があると認めるときはその結果に基づいて所要の措置を講ずることとされる（附則第5条の7）。

### 協会けんぽの財政悪化
| 収入 (億円)  | 収入 (億円) | 支出 (億円)      | 支出 (億円) |
| ------------ | ----------- | ---------------- | ----------- |
| 保険料収入   | 85,057      | 保険給付費       | 50,739      |
| 国庫補助など | 14,029      | 前期高齢者納付金 | 14,342      |
| その他       | 1,134       | 後期高齢者支援金 | 17,552      |
|              |             | 退職者給付拠出金 | 2,959       |
| 介護納付金   | 8,967       |                  |             |
| その他       | 1,717       |                  |             |
| 計           | 100,220     | 計               | 96,276      |
|              |             | 単年度収支差     | 3,944       |

協会けんぽの財政状況は非常に厳しく、支出の約4割が後期高齢者医療制度への拠出金が占めている。これは拠出金の算出方法が従来3分の2が加入者割、3分の1が総報酬割で各保険者に割り振られていること（協会健保は日本最大の保険者である）、また協会の被保険者の標準報酬の平均は、2008年度385万円だったものが2011年度には370万円へと減少していて、公務員共済・大企業中心の健保組合と比較し、著しく低いことなどが原因であった。
2014年の試算では、保険料を現状の10%、賃金上昇率を0%とした場合、支払いのための準備金（積立金）が2018年度に枯渇する可能性が出てきている。対策が施されなければ、累積赤字も1700億円に達する見通し。対策として、協会けんぽ側は国庫補助率を16.4%から20%までに引き上げること、更に高齢者拠出金の報酬按分を1/3としている上限を撤廃し全額按分とすることを求めている。
2015年5月27日の参議院本会議で成立した「医療保険制度改革関連法」による医療保険制度改革等の一環として、被用者保険者の後期高齢者支援金について、より負担能力に応じた負担とする観点から、総報酬割部分を2015年（平成27年）度に2分の1、2016年（平成28年）度に3分の2に引き上げ、2017年（平成29年）度から全面総報酬割を実施することとなった。あわせて、全面総報酬割の実施時に、前期財政調整における前期高齢者に係る後期高齢者支援金について、前期高齢者加入率を加味した調整方法に見直すこととされ、前期高齢者負担金の負担軽減を図ることとなった。